# Turnia nad Jaworzynką
Turnia nad Jaworzynką, Kopa nad Jaworzynką (niem. Gaffelturm, słow. Gafľovka, węg. Villás-torony) – wznosząca się na 1626 m n.p.m. turnia w słowackich Tatrach Bielskich. 
Znajduje się w północnej grani wschodniego wierzchołka Zadnich Jatek. W grani tej kolejno znajdują się: Zadni Diabli Grzbiet, Przełęcz nad Siką i Turnia nad Jaworzynką, która jest zwornikiem – grań rozdziela się w niej na dwie odnogi:
- północno-zachodnia z przełęczą Siodło za Groniem i wzniesieniem Groń,
- północno-wschodnia poprzez Przełęcz pod Koszarzyskiem ciągnąca się do Jaworzynki Bielskiej[3].

Grań północno-zachodnia oddziela Dolinę Kępy od doliny Jaworzynka Bielska, północno-wschodnia Jaworzynkę Bielską od Doliny pod Koszary. Turnia wznosi się więc nad trzema dolinami. Jej zbocza opadają do tych dolin zdrowymi, kilkugatunkowymi lasami. 
Turnia nad Jaworzynką ma dwa wierzchołki znajdujące się w odległości około 50 m od siebie. Wyższy jest wierzchołek południowy, wznoszący się nad Przełęczą nad Siką. Na wschód opada ścianą o wysokości 50 m. W kierunku południowo-wschodnim, w odległości około 20 m od tego wierzchołka znajduje się igła skalna, bardzo podobna do Żabiej Lalki.
Autorem nazwy jest Władysław Cywiński, autor jedynego szczegółowego przewodnika po Tatrach Bielskich. Do tej pory turnia ta znana była pod nazwą Kopa nad Jaworzynką. Utworzył ją Walery Eljasz-Radzikowski. Według W. Cywińskiego nazwa ta zupełnie nie pasuje do charakteru obiektu; nie jest to bowiem kopa, lecz wyraźnie turnia. Zamieszkujący okolice spiscy Niemcy nazywali ją Gaffelsthurm (co oznaczało Widlastą Turnię), nazwa słowacka jest fonetyczną przeróbką nazwy niemieckiej. W. Radzikowski oburzony był liczbą niemieckich nazw tatrzańskich, jego nazwa jednak jest nieadekwatna do rzeczywistości. W. Cywiński w swoim przewodniku pisze: Aż prosi się, by nazwę Radzikowskiego zmienić na Widlastą Turnię. Wyrazem szacunku tak dla tradycji, jak i fizycznej rzeczywistości jest nazwa zastosowana w tym przewodniku: Turnia nad Jaworzynką.